# Florence Owens Thompson
Florence Owens Thompson (Territori indi, 1 de setembre de 1903 - Scotts Valley, 16 de setembre de 1983), nascuda Florence Leona Christie, és la protagonista de la cèlebre fotografia de Dorothea Lange Migrant Mother (1936), una imatge icònica de la Gran Depressió americana. La fotografia es troba a la Biblioteca del Congrés amb el títol Destitute pea pickers in California. Mother of seven children. Age thirty-two. Nipomo, California (Recol·lectors de pèsols desposseïts a Califòrnia. Mare de set fills. Trenta-dos anys. Nipomo, Califòrnia).

## Biografia
Florence Owens Thompson va néixer com a Florence Leona Christie l'1 de setembre de 1903 en territori indi, a l'actual Oklahoma. Els seus pares eren d'origen cherokee. El seu pare, Jackson Christie, havia abandonat la seva mare, Mary Jane Cobb, abans que naixés Florence, i la seva mare es va tornar a casar amb Charles Akman (d'origen choctaw) la primavera de 1905. La família vivia en una petita granja del territori cherokee fora de Tahlequah.
El 14 de febrer de 1921, quan tenia disset anys, es va casar amb Cleo Owens, un fill de pagès de 23 anys del comtat de Stone, Missouri. De seguida van tenir els primers fillsː dues filles, Violet i Viola, i un fill Leroy (Troy). La família va emigrar cap a l'oest amb d'altres parents d'Owens fins a Oroville, Califòrnia, on treballaven a les serres i a les granges de la vall de Sacramento. El 1931, Florence estava embarassada del seu sisè fill quan el seu marit va morir de tuberculosi. Llavors Florence va treballar als camps i als restaurants per a poder alimentar als seus sis fills. El 1933, Florence va tenir un altre fill, va tornar a Oklahoma durant un temps i després es van unir els seus pares van decidir emigrar a Shafter, Califòrnia, al nord de Bakersfield. Allà Florence va conèixer Jim Hill, amb qui va tenir tres fills més. Durant la dècada de 1930, la família va treballar com a mà d'obra agrícola mòbil seguint els conreus de Califòrnia i de vegades d'Arizona. Florence va recordar més endavant els períodes en què collia entre 180 i 230 kg de cotó des de la primera llum del dia fins després que es fes massa fosc per a treballar. Va assegurar: "Vaig treballar en hospitals. Vaig treballar en bars. Cuinava. Vaig treballar al camp. Vaig fer una mica de tot per guanyar-me la vida pels meus fills".
La família es va instal·lar a Modesto, Califòrnia, el 1945. Ben després de la Segona Guerra Mundial, Florence va conèixer i es va casar amb l'administrador de l'hospital George Thompson. Aquest matrimoni li va proporcionar una seguretat financera molt més gran que de la que havia gaudit anteriorment.

## La fotografia icònica
El 6 de març de 1936, després de collir remolatxa a la vall Imperial, Florence i la seva família viatjaven per la carretera nord-americana 101 cap a Watsonville "on esperaven trobar feina als camps d'enciams de la vall del Pàjaro". A la carretera, la cadena de distribució del cotxe es va trencar i es van aturar entremig d'un campament de collidors de pèsols que s'havia instal·lat a Nipomo Mesa. Es van sorprendre trobar-hi tanta gent acampant, ja que hi havia entre 2.500 i 3.500 persones. S'havia enviat un avís als collidors perquè hi anéssin, però les collites s'havien fet malbé per la pluja glaçada i havien deixat sense feina ni sou a tota aquella gent. Anys més tard, Florence va dir en una entrevista que quan aquell dia va cuinar per als seus fills, van aparèixer altres nens del campament dels collidors de pèsols que demanaven si podien fer un mos.
Quan Jim Hill, la seva parella, i dos dels fills de Florence van anar a la ciutat a buscar peces per a reparar el cotxe, Florence i alguns dels nens van muntar un campament temporal en aquell lloc. Mentre Florence esperava, va passar per allà la fotògrafa Dorothea Lange, que treballava per a l'Administració de Reassentament (Resettlement Administration), i va començar a fer fotos a Florence i la seva família. Va fer set fotografies en el transcurs de deu minuts. Les notes de camp de Lange per a l'Administració de Reassentament eren generalment molt exhaustives, però aquell dia en concret s'havia hagut d'afanyar a tornar a casa després d'un mes de feina intensa, i les notes que va acabar enviant amb aquest lot de negatius no feien referència a cap de les set fotografies que va havia fet a Florence Owens Thompson i a la seva família. Sembla que les dades publicades als diaris sobre el camp provisional de temporers van sintetitzar-ne excessivament la informació, cosa que explica les inexactituds de les fitxes conservades a la Biblioteca del Congrés.

Per exemple, una de les targetes dels fitxers diu:
Destitute peapickers in California; a 32 year old mother of seven children. February [sic: March] 1936.

Recol·lectors de pèsols desposseïts a Califòrnia; una mare de set fills de 32 anys. Febrer [sic: març] 1936.
Vint-i-tres anys més tard, Lange va escriure sobre la trobada amb Thompson:
No li vaig preguntar ni el seu nom ni la seva història. Em va dir la seva edat, que tenia 32 anys. Va dir que havien viscut de verdures congelades dels camps dels voltants i d'ocells que els nens havien caçat. Acabava de vendre els pneumàtics del seu cotxe per comprar menjar.
Per la seva banda Troy Owens, un dels fills de Thompson, va explicar:
No era possible que venguéssim els pneumàtics perquè no en teníem cap per a vendre. Els únics que teníem eren els del Hudson i ens n'haviem d'anar amb ells. No crec que Dorothea Lange mentís, penso simplement que tenia històries barrejades. O omplia amb històries prestades allò que no tenia ple.
En molts aspectes, Migrant Mother no és típica del mètode acurat d'interacció de Lange amb el seu subjecte. Esgotada després d'un llarg viatge per carretera, no va parlar extensament amb la dona migrant, Florence Thompson, i és possible que ni tan sols n'escrigués cap nota.
Segons Thompson, Lange li va prometre que les fotos no es publicarien mai. En canvi Lange les va enviar al San Francisco News fins i tot abans d'enviar-les a l'Administració de Reassentament de Washington DC. El News va publicar les imatges gairebé immediatament i va informar que entre 2.500 i 3.500 treballadors migrants morien de gana a Nipomo, Califòrnia. En pocs dies, el camp de recol·lecció de pèsols va rebre 9.100 kg de menjar del govern federal. Thompson i la seva família s'havien mudat quan van arribar els aliments i treballaven a prop de Watsonville, Califòrnia. Tot i que la identitat de Thompson no es va conèixer durant més de 40 anys després de la presa de les fotos, les imatges es van fer famoses. La imatge que més tard es va conèixer com a Mare Migrant, "va assolir un estat gairebé mític, simbolitzant, si no definint, tota una era de la història dels Estats Units". Roy Stryker va anomenar Migrant Mother la foto "definitiva" de l'era de la depressió: "[Lange] mai la va superar. Per a mi, era la imatge ... Les altres eren meravelloses, però aquesta era especial ... Ella és immortal". En conjunt, les fotografies preses per a l'Administració de Reassentament “s'han anunciat àmpliament com l'epítom de la fotografia documental”. Edward Steichen les va descriure com "els documents humans més notables mai representats en imatges".

### La identitat de Thompson
La identitat de Thompson no es va descobrir fins a finals dels anys setanta. El 1978, seguint una informació, el periodista del Modesto Bee Emmett Corrigan, va localitzar Thompson a la seva casa mòbil, a l'espai 24 de Modesto Mobile Village, i la va poder reconèixer a partir de la fotografia de 42 anys enrere. Sembla que Florence va dirː
Hagués preferit que ella [Lange] no m'hagués fet la foto. No n'he tret ni un cèntim. No em va preguntar el nom. Va dir que no vendria les fotos i que me n'enviaria una còpia. Mai no ho va fer. 
Tanmateix Lange tampoc no en tenia els drets ja que rebia un finançament del govern federal per a fer la seva feina i les imatges que generava eren de domini públic; Lange no tenia dret als drets d'autor. No obstant això, la imatge va ajudar a fer de Lange una celebritat i li va valer el "respecte dels seus col·legues".
Mentre la imatge es preparava per a ser exhibida el 1938, es va retocar el negatiu de la foto per treure el polze de Florence de la cantonada inferior dreta de la imatge.

## Circulació de la fotografia
A finals dels anys seixanta, Bill Hendrie va trobar la fotografia original de Migrant Mother juntament amb altres 31 fotografies de Dorothea Lange sense retocar en un contenidor de la Cambra de Comerç de San Jose. Després de la mort d'Hendrie i la seva dona, la seva filla, Marian Tankersley, va redescobrir les fotos mentre buidava la casa dels seus pares a Sam José. L'octubre del 2005, un comprador anònim va pagar 296.000 dòlars a Sotheby's per les 32 fotos de Lange redescobertes, gairebé sis vegades la seva estimació prèvia a l'oferta.
El 1998, la foto retocada de Migrant Mother es va convertir en un segell de 32 cèntims de servei postal dels Estats Units, com a part dels anys 30 de la sèrie Celebrate the Century. La impressió d'aquest segells va ser inusual ja que les filles que apareixen a la foto, Katherine McIntosh (a l'esquerra) i Norma Rydlewski (als braços de Thompson) encara eren vives en el moment de la impressió i "És molt poc comú que el servei postal imprimeixi segells de persones que no han mort durant almenys deu anys ".
El mateix mes que es va emetre el segell als Estats Units, una impressió de la fotografia amb notes i signatura manuscrites de Lange va ser venuda per 244.500 dòlars a Sotheby's a Nova York. El setembre de 2002, la impressió personal de Dorothea Lange de Migrant Mother es va vendre a Christie's a Nova York per 141.500 dòlars.

## Darrers anys de Thompson
Tot i que els deu fills que tenia Thompson li van comprar una casa a Modesto, Califòrnia, als anys setanta, Thompson va trobar que preferia viure en una casa mòbil i s'hi va tornar a instal·lar.
Thompson va ser hospitalitzada i la seva família va demanar ajuda econòmica a finals d'agost de 1983. Al setembre, la família havia recaptat 35.000 dòlars en donacions per pagar la seva atenció mèdica. Florence va morir de "vessament cerebral, càncer i problemes cardíacs" a Scotts Valley, Califòrnia, el 16 de setembre de 1983 als 80 anys. Va ser enterrada al Lakewood Memorial Park, a Hughson, Califòrnia, i la seva làpida diu: FLORENCE LEONA THOMPSON Migrant Mother – A Legend of the Strength of American Motherhood.
En una entrevista a la CNN el 2008, la filla de Thompson, Katherine McIntosh, va recordar com la seva mare era una "dona molt forta" i "la columna vertebral de la nostra família". Va dir: "Mai en vam tenir gaire, però sempre es va assegurar que tinguéssim alguna cosa. Ella a vegades no menjava, però s'assegurava que mengéssim els nens. Això és una cosa que va fer".
El seu fill Troy Owens va assegurar que les més de 2.000 cartes rebudes conjuntament amb les donacions que els arribaven quan la seva mare es va malalta va fer que la família reavaluació de la mítica fotografia: "Per a la mare i per a nosaltres, la foto sempre havia estat una maledicció. Després de totes aquelles cartes, crec que ens va un sentiment d'orgull".

## Les set fotografies

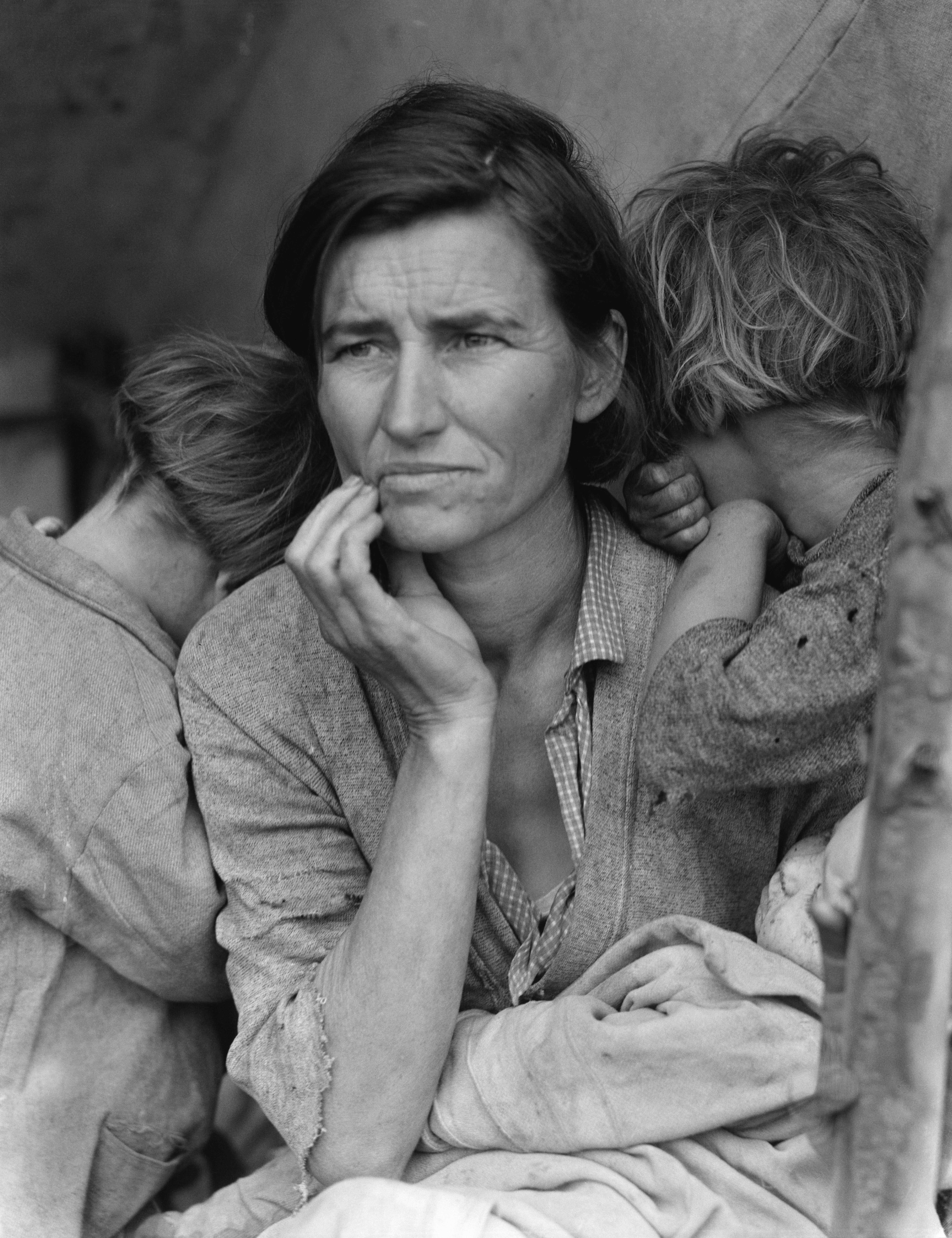
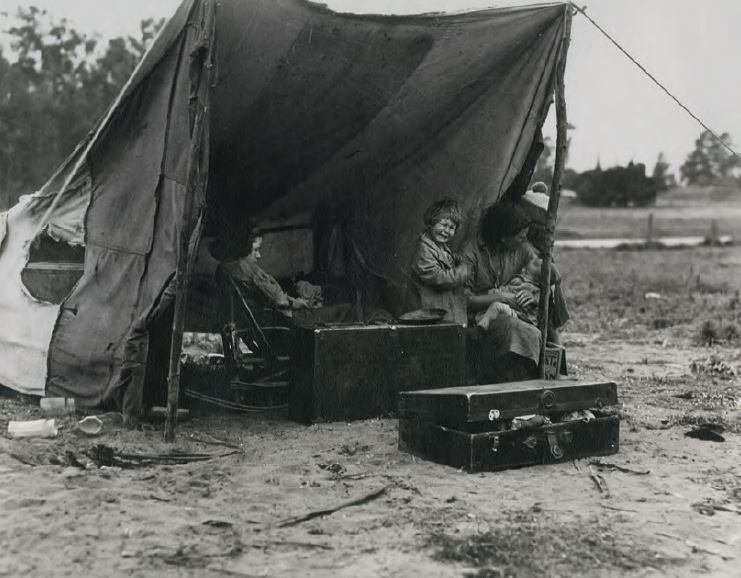
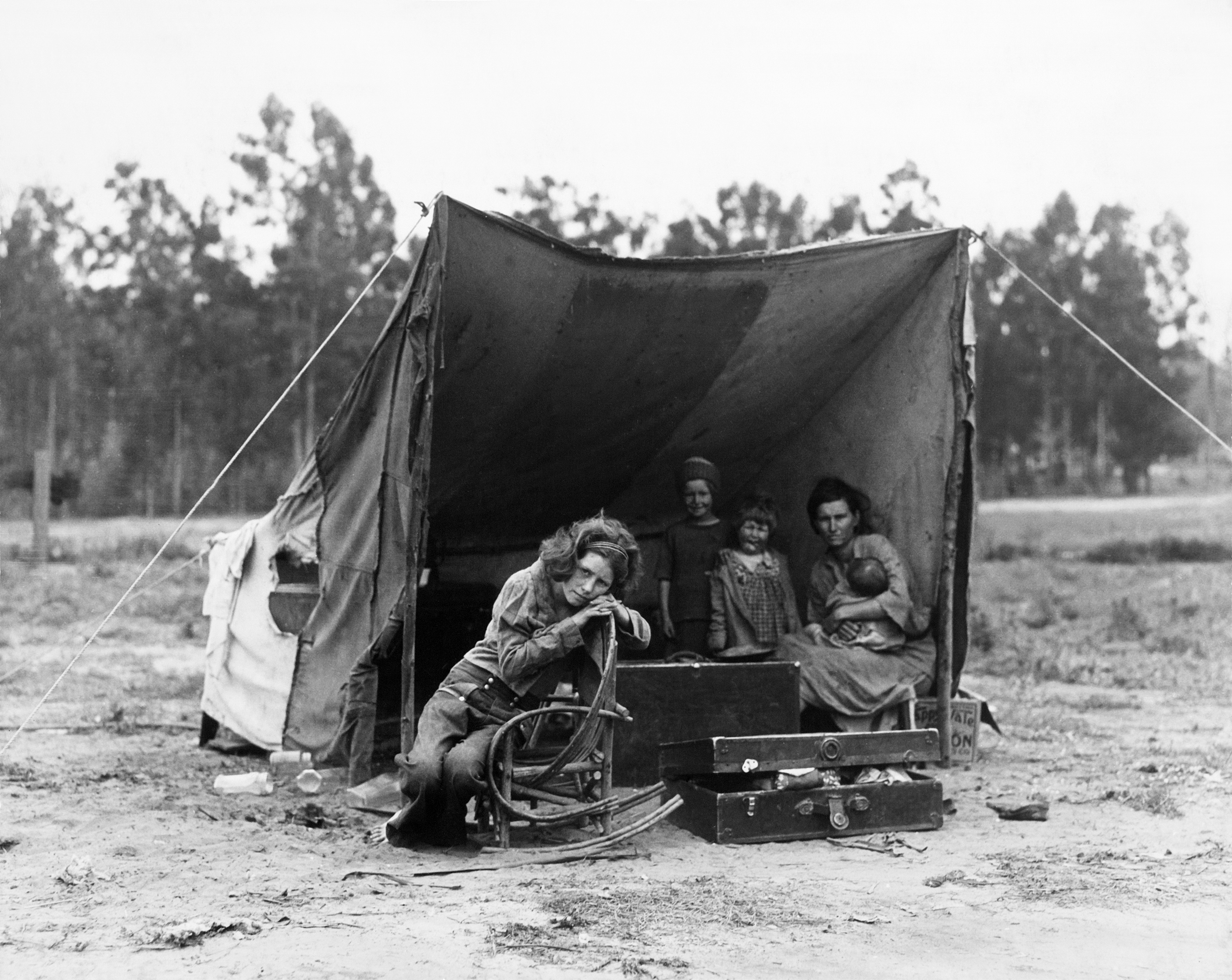
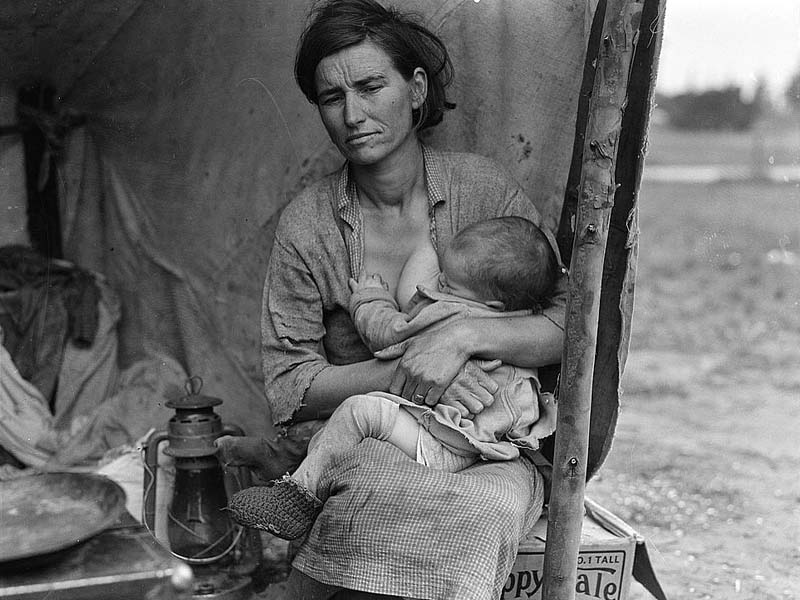
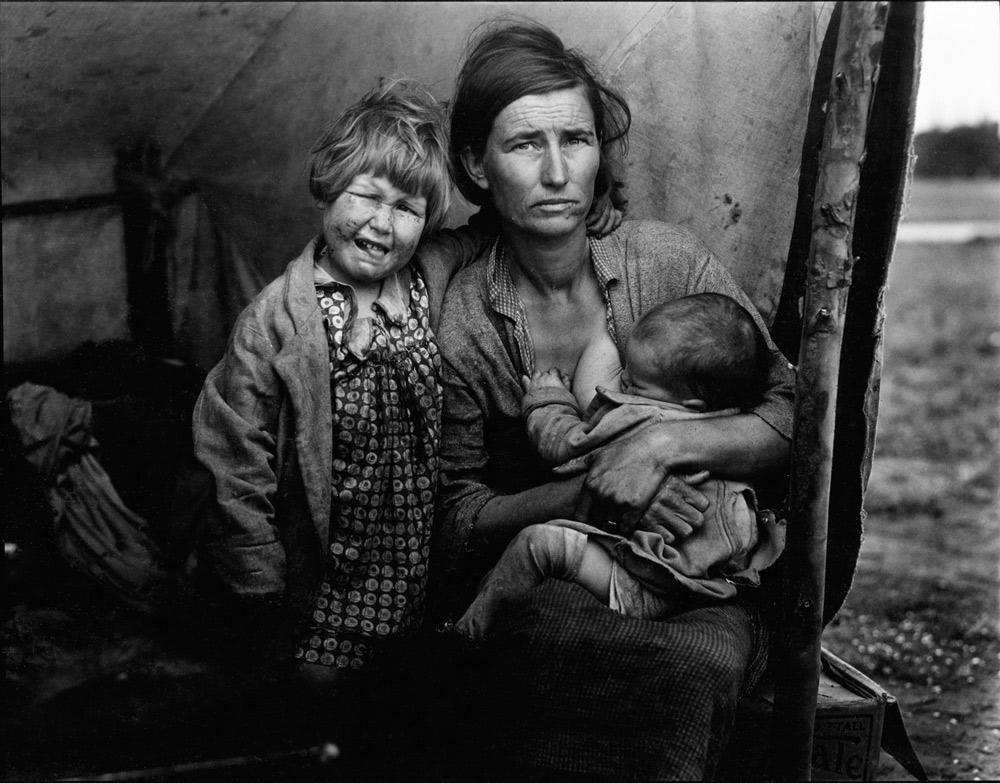
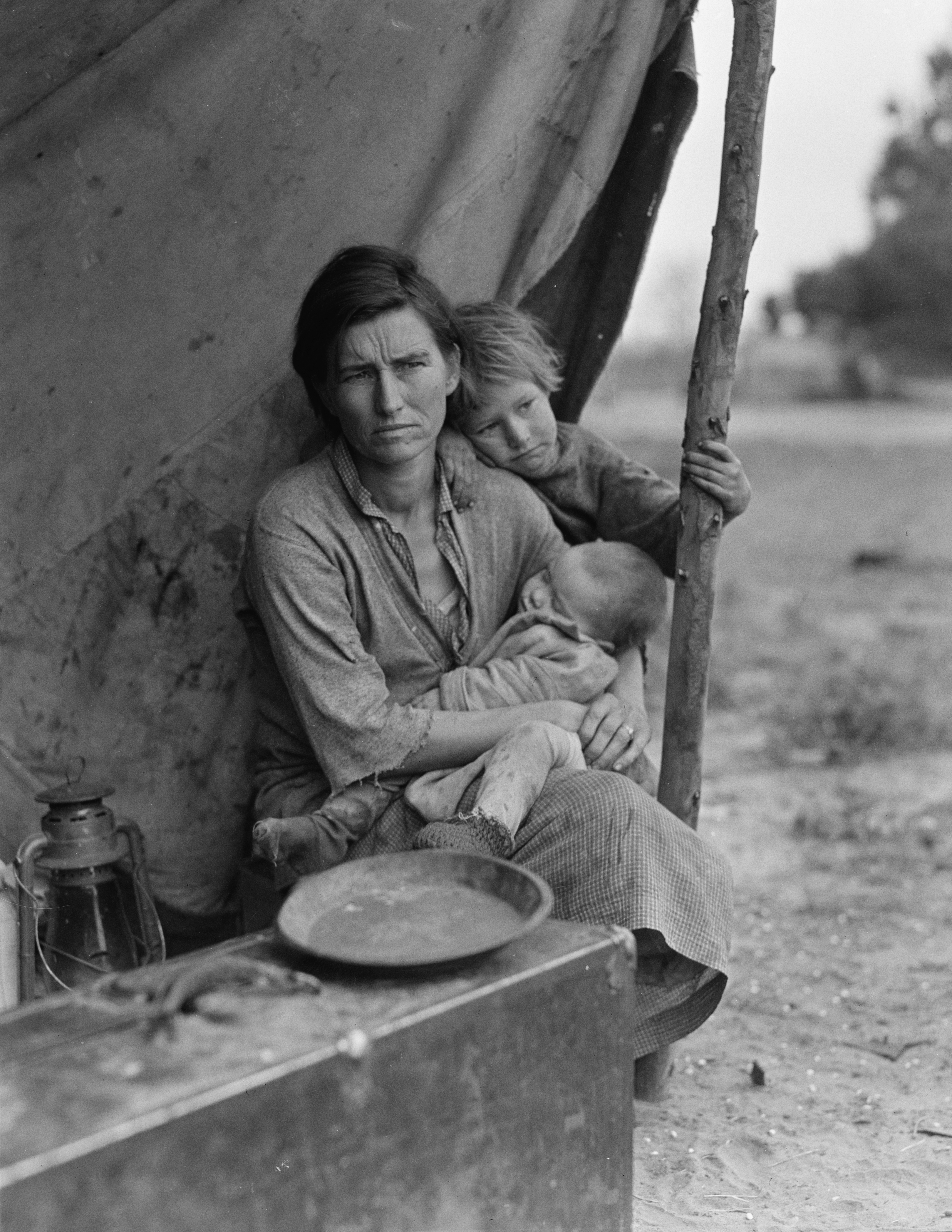
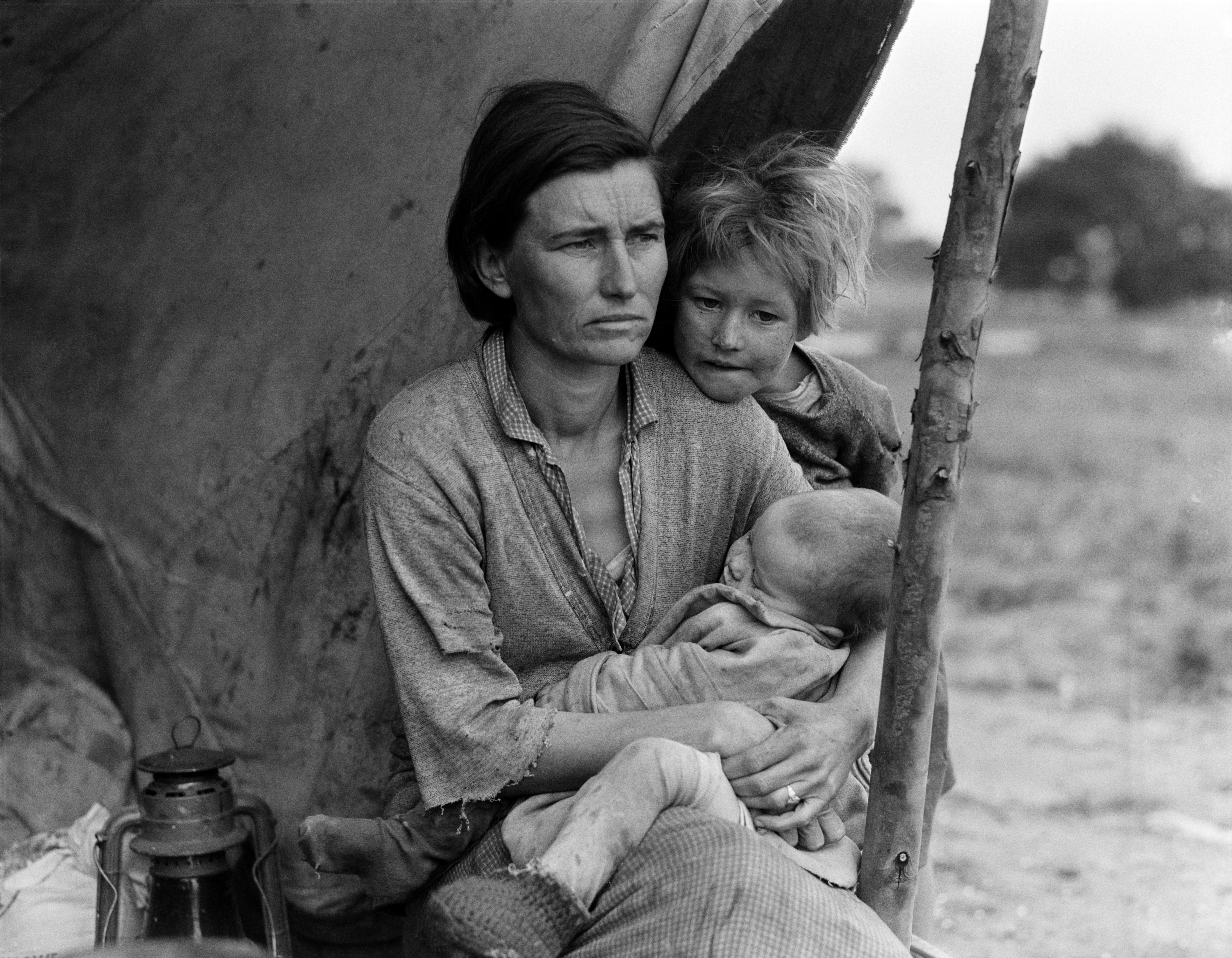